# Heterusia proana
Heterusia proana är en fjärilsart som beskrevs av Druce 1893. Heterusia proana ingår i släktet Heterusia och familjen mätare. Inga underarter finns listade i Catalogue of Life.